# Rosa Díez

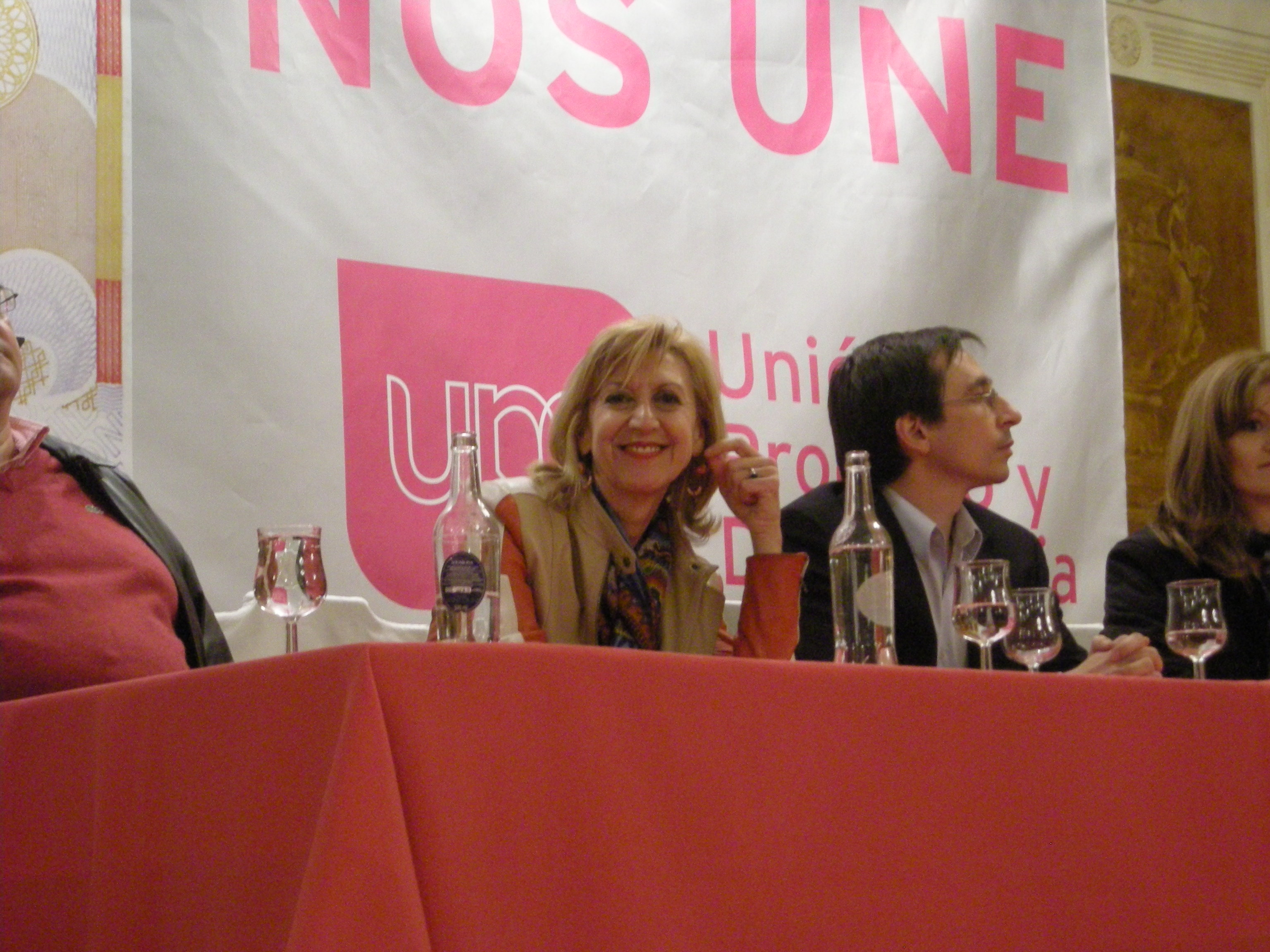
Rosa Díez

Rosa Diez González (Sodupe, Biscaia, Espanha, 27 de maio de 1952) é uma política espanhola. Foi deputada do Partido Socialista Operário Espanhol (PSOE) no Parlamento Europeu de 1999 até 30 de agosto de 2007, quando deixou o PSOE e deixou o seu posto no Parlamento Europeu para fundar o novo partido União, Progresso e Democracia (UPyD).

## Biografia
Nasceu em Sodupe, na província de Biscaia, em 27 de maio de 1952, sendo filha de um trabalhador socialista prendido e condenado à morte durante a ditadura franquista.
Estudou para administrativa e trabalhou como empregada na administração do estado. Após seis anos como conselheira do turismo do governo basco era um dos líderes do Partido Socialista de Euskadi - Euskadiko Ezkerra com maior popularidade. Também foi deputada no Parlamento Basco antes de ser escolhida europarlamentar em 1999. No Congresso de seu partido do ano 2000, após as eleições gerais em que os PP obtiveram a maioria absoluta, Rosa Díez competiu de encontro a José Luis Rodríguez Zapatero, a Jose Bono e a Matilde Fernandez pelo Secretaria Geral do PSOE. A ETA tentou assassiná-la com um carro armadilhado em 1997.
É membro da plataforma política ¡Basta Ya! de encontro ao nacionalismo basco e ao terrorismo de ETA.
Nos setores do PSOE o seu discurso é criticado nas relações entre os nacionalistas bascos e aqueles a favor da Constituição Espanhola de 1978, pelo que é considerada politicamente perto do Partido Popular.

### Conselheira do Governo Basco
Era Conselheira do Comércio, do Consumo e do Turismo do Governo Basco sob a presidência de Jose Antonio Ardanza, do Partido Nacionalista Basco, entre 4 de outubro de 1991 e 3 de fevereiro de 1998. Também, foi deputada no Parlamento Basco, que aumentou sua visibilidade social.
Em 1998 uns pareceram às eleições preliminares do PSOE do País Basco escolher o candidato ao lehendakari, esse Nicolas Redondo Terreros por uma margem pequena ganhada.

### Eurodeputada
De 1999 a 2007 foi eurodeputada. Na altura em que foi votada a proposta a favor da negociação com os terroristas de ETA, defendida pelo grupo dos Socialistas Europeus, a sua posição foi a abstenção.
Manteve depois tarde fricções com a Direcção do Partido Socialista de Euskadi e do PSOE com relação a este assunto. Seus críticas públicas ao diálogo com os terroristas e à identificação na parte de seus detractores de seu discurso com esse dos PP ("em Euskadi nós não necessitamos de paz, nós necessitamos de liberdade", costuma dizer) fizeram com que fosse acusada de identificar-se com este partido. Participa frequentemente nas manifestações e  concentrações contrários à negociação com a ETA, muitas delas convocadas pela Associação das Vítimas do Terrorismo.

### O abandono do PSOE
Em agosto de 2007, após poucos meses da criação da Plataforma Pro, de uma plataforma carregada em ¡Basta Ya! é anunciada a sua saída das fileiras do PSOE para integrar esta plataforma (onde já são outros personagens conhecidos integrados da vida pública como Fernando Savater ou Carlos Martinez Gorriarán), enfrentando a criação de um partido político espanhol novo, União, Progresso e Democracia‎. No momento é seu porta-voz e cabeça visível do político. 
Este partido do espaço para toda a Espanha é tentado claramente criar com a finalidade de aparecer como a alternativa a ambos começados fora da maioria nacional em Espanha, em PP e em PSOE, nas eleições gerais de 2008, regenerar a política espanhola, e levantar uma reforma da lei eleitoral espanhola e da Constituição, entre outros.
Ultimamente também participou ativamente nas ações da associação Ciutadans de Catalunya.